# Ahmad asz-Szara
Ahmad Husajn asz-Szara (arab. ‏أحمد حسين الشرع‎), znany również pod pseudonimem wojennym Abu Muhammad al-Dżaulani (arab. ‏أبو محمد الجولاني‎)  ur. 29 października 1982 w Rijadzie) – syryjski bojownik, dowódca wojskowy i polityk, prezydent Syrii od 29 stycznia 2025, wcześniej od 8 grudnia 2024 do swojej inauguracji tymczasowy przywódca tego kraju po obaleniu Baszszara al-Asada.
Był przywódcą fundamentalistycznej i dżihadystycznej organizacji terrorystycznycznej Dżabhat an-Nusra (2012–2017) oraz dowódcą zbrojnym (lecz nie naczelnym liderem) analogicznego ugrupowania Hajat Tahrir asz-Szam (2017–2025), a także byłym bojownikiem Al-Ka’idy w Iraku (2004–2012). Uczestnik wojen domowych w Iraku i Syrii.

## Życiorys

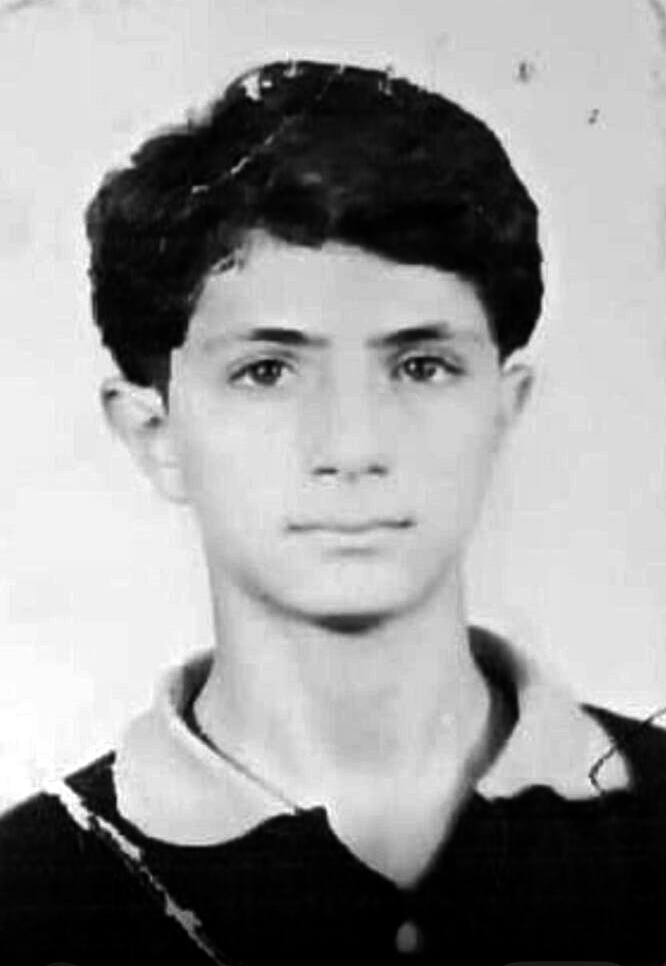
Ahmad Asz-Szara (ok. 1996)

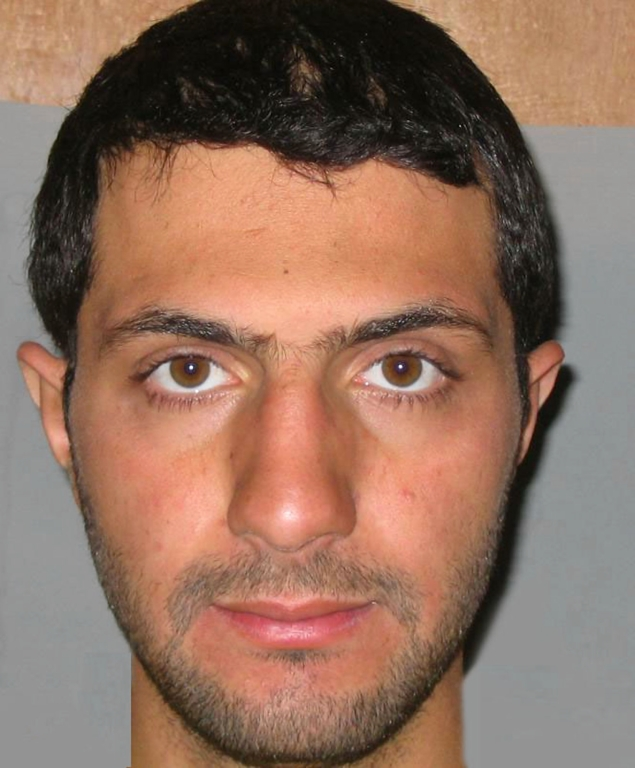
Ahmad Asz-Szara (2006)

### Wczesne lata
Jego ojciec, inżynier naftowy, pochodził ze Wzgórz Golan i po zajęciu tego obszaru przez Izrael w 1967 został zmuszony do opuszczenia domu (pseudonim Al-Dżaulani pochodzi od arabskiej nazwy wzgórz Golan). Przez pewien czas pracował w Arabii Saudyjskiej, gdzie też w 1982 urodził się Ahmad. 7 lat później rodzina powróciła do Syrii i zamieszkała damasceńskiej dzielnicy Al-Mazza, gdzie prowadziła sklep spożywczy oraz agencję nieruchomości.
Ahmad był nauczycielem klasycznego języka arabskiego. Do przyłączenia się do ruchów dżihadystycznych skłoniły go zamachy z 11 września 2001 roku. W 2003 r. wstąpił do Al-Ka’idy podczas amerykańskiej interwencji w Iraku. W 2006 r. opuścił Irak i udał się do Libanu, gdzie zajął się wsparciem logistycznym dla ugrupowania Dżund asz-Szam. Po powrocie do Iraku został aresztowany przez armię amerykańską i osadzony w więzieniu Camp Bucca, jednak w 2008 r. został z niego zwolniony. Związał się wówczas z Abu Bakrem al-Baghdadim, który mianował go naczelnikiem Al-Ka’idy w Mosulu, a w 2011 r. wysłał go do Syrii w celu ustanowienia tam struktur terrorystycznych i podsycenia rozpętanej tam niedługo przedtem rebelii antyrządowej.
W 2012 Al-Dżaulani oficjalnie założył ugrupowanie Dżabhat an-Nusra jako filię irackiej Al-Ka’idy. Niedługo potem wszedł w konflikt z Al-Baghdadim i 10 kwietnia 2013 przyrzekł wierność Ajmanowi az-Zawahiriemu. Chociaż Baghdadi proponował połączenie założonego przez siebie Państwa Islamskiego w Iraku z Nusrą, rozmowy między skłóconymi przywódcami nie przyniosły skutku i w 2014 r. Państwo Islamskie ostatecznie wyparło Nusrę ze wschodniej Syrii. W 2016 r. Ajman az-Zawahiri ustanowił Dżabhat an-Nusra osobną organizacją niezależną od Al-Ka’idy z Al-Dżaulanim jako przewodniczącym. Wówczas grupa przyjęła nazwę Dżabhat Fatah asz-Szam. Od tej pory obie organizacje działają niezależnie.
W styczniu 2017 wszedł w koalicję z trzema innymi radykalnymi ugrupowaniami tworząc sojusz Hajat Tahrir asz-Szam, którego został dowódcą zbrojnym, podczas gdy naczelnym liderem był Haszim asz-Szajch. W październiku 2017 po dymisji Asz-Szajcha Al-Dżaulani przejął władzę nad organizacją.

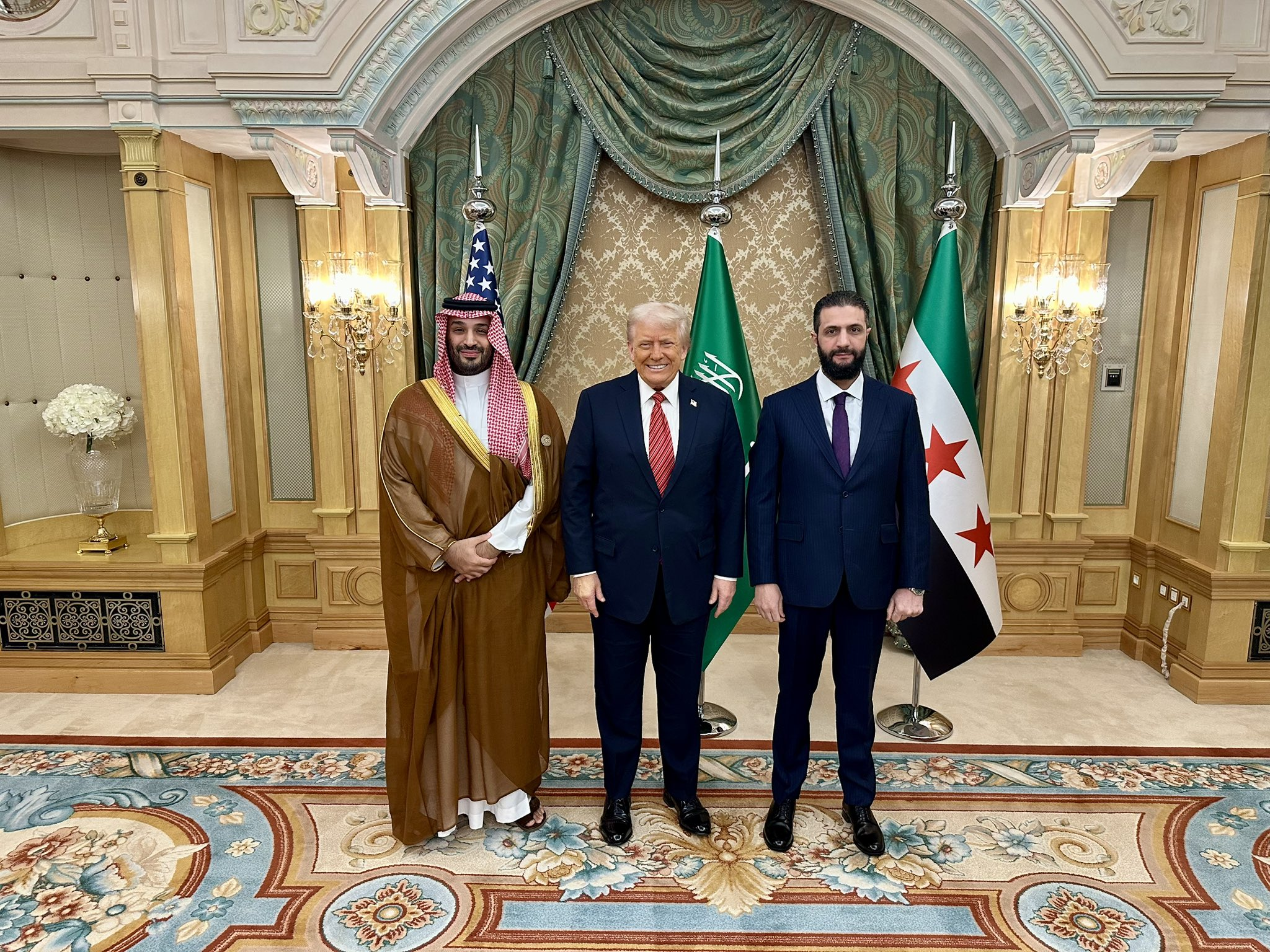
Ahmad asz-Szara podczas spotkaniam z prezydentem USA Donaldem Trumpem i księciem koronnym Arabii Saudyjskiej Mohammedem bin Salmanem, 14 maja 2025

### Upadek reżimu Asada i przejęcie władzy
28 listopada 2024 roku doszło do wznowienia walk między siłami rządowymi a rebeliantami, które przez cztery lata były wstrzymywane zawieszeniem broni w Idlibie. Siły opozycji szybko zdobyli Aleppo, Hamę i Hims. 8 grudnia w rękach rebeliantów znalazła się stolica kraju - Damaszek. Baszszar al-Asad uciekł samolotem do Moskwy. Ahmad asz-Szara został wówczas tymczasową głową państwa syryjskiego, a 29 stycznia 2025 oficjalnie przyjął urząd prezydenta Syrii.

### Polityka wewnętrzna i zagraniczna
Ahmad asz-Szara w trakcie swojej prezydentury zaczął dystansować się od Rosji i Iranu, bezpośrednio krytykując drugie państwo. Jednocześnie podjął normalizację stosunków z państwami arabskimi (Bahrajn, Kuwejt, Jordania, Arabia Saudyjska, Egipt, Katar, ZEA) i zachodnimi (Francja, USA, Wielka Brytania). 7 maja 2025 spotkał się w Paryżu z prezydentem Francji Emmanuelem Macronem.
Władza Ahmada asz-Szary, pomimo wcześniejszej dżihadystycznej ideologii, obecnie uznawana jest za pragmatyczną i stosunkowo łagodną. W połowie września 2025 mają odbyć się pierwsze wybory do parlamentu od obalenia Baszszara al-Asada.

## List gończy
Abu Muhammad al-Dżaulani został przez Stany Zjednoczone wpisany na listę poszukiwanych na całym świecie terrorystów. Za jego głowę wyznaczono nagrodę w wysokości 10 mln USD. Nakaz aresztowania został anulowany po jego dojściu do władzy w Syrii.